# Падозеро (железнодорожная станция)
Па́дозеро (фин. Patojärvi) — техническая железнодорожная станция на 513,0 км перегона Виллагора — Чална-Онежская линии Суоярви — Томицы — Петрозаводск. Территориально расположена в населённом пункте станция Падозеро Пряжинского национального района Республики Карелия. Открыта в 1940 году. В бывшем пассажирском здании находится дежурный по станции, а также располагается пост ЭЦ, обеспечивающий полуавтоблокировку на линии. Зал ожидания закрыт. Билетная касса отсутствует.
С 2014 года пассажирские поезда проходят станцию без остановки. Несмотря на это, в середине 2010-х годов на станции был установлен новый пассажирский павильон, а также информационные таблички с названием станции.

## История
Строительство линии Суоярви — Петрозаводск протяженностью почти в 130 километров было начато в декабре 1939 года в связи с началом Зимней войны. Участок был построен советскими строителями всего за 3,5 месяца, и уже в марте 1940 года на линии было открыто движение. С 1941 по 1944 Финляндия оккупировала часть территории КФССР, в результате чего все станции и остановочные пункты линии получили финские наименования. После освобождения территории КФССР от финских оккупантов летом 1944 года станции вернули прежнее название.

## Галерея
- Пути станции.
- Пост ЭЦ.
- Табличка.